# Turdus daguae
El zorzal de Dagua o mirla del Pacífico (Turdus daguae) es una especie —o la subespecie Turdus assimilis daguae dependiendo de la clasificación considerada— de ave paseriforme de la familia Turdidae, perteneciente al numeroso género Turdus. Es nativo del extremo oriental de Centroamérica y del noroeste de Sudamérica.

## Distribución
Se distribuye desde el extremo oriente de Panamá (Darién) hacia el sur por la pendiente del Pacífico del oeste de Colombia hasta el noroeste de Ecuador.
Esta especie es considerada localmente bastante común en sus hábitats naturales: las selvas húmedas y sus bordes hasta los 900 m de altitud.

## Sistemática

### Descripción original
La especie T. daguae fue descrita por primera vez por el ornitólogo alemán Hans von Berlepsch en 1897 bajo el mismo nombre científico; su localidad tipo es: «San José, Río Dagua, Colombia».

### Etimología
El nombre genérico masculino «Turdus» es una palabra latina que designa a los ‘tordos’ o ‘mirlos’; y el nombre de la especie «daguae» se refiere a la localidad tipo, Dagua, Valle, Colombia.

### Taxonomía
El presente taxón ha sido tratado como especie plena por algunos autores y como subespecie de Turdus assimilis por otros; en los estudios genéticos de Núñez et al. (2016) se sugiere que debido a la divergencia genética, la monofilia recíproca, una antigua separación geográfica y a claras diferencias fenotípicas, merece ser tratada como especie separada. El Congreso Ornitológico Internacional (IOC) así la considera, mientras el Comité de Clasificación de Sudamérica (SACC) aguarda un propuesta para analizar el caso.